# Ode to Ochrasy
Ode to Ochrasy är ett album från 2006 av det svenska garagerockbandet Mando Diao. Albumet gav gruppen en grammis för årets rockgrupp. Första singeln från albumet var Long Before Rock'n'Roll som blev en stor hit, på Trackslistan blev den 2006 års allra största hit. 

## Låtlista
Samtliga låtar skrivna av Björn Dixgård och Gustaf Norén.
1. "Welcome Home, Luc Robitaille" - 4:33
2. "Killer Kaczynski" - 2:31
3. "Long Before Rock 'n' Roll" - 2:49
4. "The Wildfire (If It Was True)" - 4:25
5. "You Don't Understand Me" - 4:09
6. "Tony Zoulias (Lustful Life)" - 3:22
7. "Amsterdam" - 3:23
8. "TV & Me" - 3:46
9. "Josephine" - 2:40
10. "The New Boy" - 3:22
11. "Morning Paper Dirt" - 2:30
12. "Good Morning, Herr Horst" - 1:57
13. "Song for Aberdeen" - 3:22
14. "Ochrasy" - 3:17

### Bonusspår
1. "San Francisco Bay" - 3:04
2. "Duel of the Dynamite" - 3:39
3. "With or Without Love" - 3:39
4. "Moonshine Fever" - 2:38

## Medverkande
- Björn Dixgård - sång, gitarr
- Gustaf Norén - sång, gitarr
- Carl-Johan Fogelklou - bas
- Mats Björke - keyboard
- Samuel Giers - trummor
- Andreas Forsman - fiol (spår 9,10 och 13)
- Erik Arvinder - fiol (spår 9,10 och 13)
- Erik Holm - fiol (spår 9,10 och 13)
- Anna Landberg Dager - cello (spår 9,10 och 13)
- Goran Kajfes - trumpet (spår 2 och 4)
- Per "Ruskträsk" Johansson - tenorsaxofon (spår 2 och 4)
- Gabriel Munck - bakgrundssång (spår 8)

## Listplaceringar
| Lista (2006-2007) | Topplacering |
| ----------------- | ------------ |
| Schweiz           | 5            |
| Sverige           | 7            |
| Österrike         | 2            |